# 約翰·皮博迪·哈靈頓
約翰·皮博迪·哈靈頓（John Peabody Harrington，1884年4月29日—1961年10月21日）是美国语言学家和民族学家，也是美國加利福尼亚州原住民研究學者。哈灵顿以其大量的纪录片作品而闻名，其中大部分尚未出版。 